# 邓岳
邓岳（1918年—2000年），男，湖北麻城人，中华人民共和国政治人物、中国人民解放军少将。

## 生平
早年参加中国工农红军，并参加长征。抗日战争时期，担任冀南军区第四军区分区参谋长等职。第二次国共内战期间，担任东北野战军3纵7师师长、中国人民解放军第四野战军第12兵团40军118师师长。
中华人民共和国成立后，率部参加朝鲜战争，并在雲山戰鬥、溫井戰鬥中指揮118師阻击联合国军，为中国人民志愿军入朝首捷，后升任40军副军长。朝鲜战争后回国，担任中国人民解放军第38军军长，授少将军衔。改任旅大警备区司令员、旅大市革命委员会主任。后改任南京军区副司令员。